# Traité de Versailles (1768)
Pour les articles homonymes, voir Traité de Versailles (homonymie).
 (juillet 2018).
Le traité de Versailles, dit « la Conservation de l'isle de Corse à la République de Gênes » est un traité signé dans la ville de Versailles, le 15 mai 1768, entre le royaume de France, et la république de Gênes.  
La France est représentée par Étienne-François de Choiseul, principal ministre de Louis XV ainsi que secrétaire d'État aux affaires étrangères ; la république de Gênes est représentée par Agostino-Paoli-Domenico Sorba.  
Selon le traité, la souveraineté partielle sur la Corse est temporairement cédée au roi de France jusqu'à ce que la Sérénissime en réclame la restitution. La condition sera de rembourser la France des dépenses faites pour rétablir la domination génoise contre la République corse de Pascal Paoli.  

La réaction est immédiate en Corse. Paoli réunit une consulte extraordinaire le 22 juin à Corte :  
Jamais peuple n'a essuyé un outrage plus sanglant. On ne sait pas trop ce que l'on doit détester le plus, du gouvernement qui nous vend ou de celui qui nous achète. Confondons-les dans notre haine, puisqu'ils nous traitent avec un égal mépris. On m'accuse d'avoir rejeté les offres d'une paix humiliante. Ce ne sera pas devant une nation fière et courageuse que je déclinerai cette responsabilité. Je m'en vante au contraire, comme d'un titre de plus à sa confiance
Lors  de la Révolution française, le Gouvernement génois, ayant rétabli ses finances, se déclare prêt à rembourser sa dette et réclame la restitution de la Corse. En décembre 1793, la République française a promulgué un décret stipulant que « tous les traités existants entre la France et Gênes seront fidèlement exécutés ». La rétrocession n'eut jamais lieu.

## Contexte

Carte géographique de la Corse.

Depuis 1284, la Corse est sous la domination de la république de Gênes. 
À partir des années 1730, les Corses entrent en rébellion quasi-permanente contre les Génois afin d’obtenir l'indépendance de leur île. (Plus tard, Napoléon Bonaparte, le grand-oncle du futur empereur, en organisera une qui échouera et lui vaudra l'exil.) La situation se dégrade entre 1736 et 1738. Théodore de Neuhoff, un homme politique et militaire allemand, est élu roi des Corses avec le soutien de la Grande-Bretagne et des Provinces-Unies. Il n'est pas reconnu par l'ensemble des puissances européennes. Une intervention de la France, alliée des Génois, mit un terme à cet événement.
La Corse a un intérêt stratégique pour contrôler la Méditerranée, notamment pour les deux grandes puissances européennes de l'époque : la France et la Grande-Bretagne. Les deux royaumes se sont opposés souvent au cours des guerres de successions qui ravagent l'Europe des Lumières. 
La France a perdu beaucoup de terrain, notamment après le Traité de Paris (1763), qui lui retire l'ensemble de ses possessions nord-américaines et indiennes au profit de la Grande-Bretagne. Ces revers ont excité l'opinion française ; elle condamne la perte de prestige du royaume tant sur le plan européen qu'international. Étienne-François de Choiseul, principal ministre de Louis XV et secrétaire d'état aux affaires étrangères veut compenser ces pertes et empêcher la Grande-Bretagne de menacer les intérêts de la France dans la Méditerranée ; il s'intéresse à la Corse.
La république de Gênes est dans une situation intenable : elle doit lutter contre les indépendantistes corses malgré des finances catastrophiques sans pouvoir rétablir l'ordre sur l'île. Le gouvernement génois s'est tourné vers le Saint-Empire romain germanique mais l'aide impériale s'est révélée trop faible pour être efficace. Les génois se tournent vers la France ; ils donnent l'occasion au duc de Choiseul de rétablir la position du pays sur le plan européen, sans risquer un conflit ouvert.
Près de 20 000 soldats français débarquent sur l'île pour lutter contre les Corses indépendantistes et renforcer les forteresses de l'île. Le duc préfèrera défendre les forts et les ports de l'île plutôt que d'affronter les Corses, se posant en médiateur plutôt qu'en force de répression. La république de Gênes est incapable de financer l'armée française agissant pour son compte.
Le duc de Choiseul veut contraindre Gênes à céder la Corse à la France, en échange des créances que le roi de France détient désormais. La dette s'élève à 30 000 000 livres tournois pour une aide militaire destinée à réprimer la révolte des Corses mais qui n'aboutit pas.
Le 15 mai 1768, la république de Gênes et le royaume de France conviennent d'un accord. La république de Gênes cède au royaume de France l’exercice temporaire de la souveraineté sur plusieurs places et ports de Corse, sans renoncer à cette possession et sous réserve que, dès que les finances de la république génoise le permettront, elle pourra demander et obtenir la restitution de l'île. Néanmoins, le poids de la dette est si lourd que personne ne croit à la capacité de Gênes à récupérer ce territoire. 
Ce n'est pas seulement l'étendue de la dette qui pousse Gênes à céder la Corse ; mais les dépenses pour conserver l'île révoltée étaient inutiles : l'île n'était plus rentable ; et la population n'aurait jamais accepté de retourner sous le joug ligure. 
La révolte des Corses devient donc une affaire française. Après d'âpres combats, l'armée aura raison de l'agitation sur l’île. Un an plus tard, le Roi est maître de la Corse.

## Le traité
Il n’est à l’origine qu’un traité de « conservation ». Une rente annuelle d’environ 200 000 livres tournois pour une durée de dix ans vient honorer des engagements précédents : cette clause est tenue secrète pour ne pas donner à l'Angleterre l'impression d' une vente ou d'une cession définitive de l'île. La république de Gênes cède au royaume de France la souveraineté partielle et temporaire de la Corse, dans une perspective de pacification de son territoire au détriment des revendications nationales insulaires.
Voltaire résume ainsi la transaction : 

« Par ce traité, le royaume de Corse n’était absolument pas donné au roi de France, mais il était censé lui appartenir avec la faculté réservée à la république de rentrer dans cette souveraineté en remboursant au roi les frais immenses qu’il avait faits en faveur de la république. C’était, en effet, céder à jamais la Corse, car il n’était pas probable que les Génois fussent en état de la racheter. Il était encore moins probable que, l’ayant rachetée, ils pussent le conserver contre les Corses qui avaient fait serment de mourir plutôt que de vivre sous le joug de Gênes. »

La France considérait qu'après la période des dix ans de versement de subsides, Gênes accepterait la cession de la souveraineté sur la Corse.
En 1789, les finances de Gênes se sont améliorées. Elle demande au gouvernement français par deux fois la rétrocession de la Corse. Le projet est très mal perçu par les conventionnels, et ne se concrétise pas. La France demandait plus de trente millions de livres tournois pour remboursement. La république de Gênes était largement en mesure de la fournir.
En décembre 1789, la république de Gênes proteste contre le décret du 30 novembre 1789 : il déclare officiellement la Corse partie intégrante de la France.
En septembre 1791, à la suite de l'acceptation par Louis XVI de la constitution, la république de Gênes lui rappelle ses droits souverains sur l'île. 
En décembre 1793, la république française promulgue un décret stipulant que « tous les traités existants entre la France et Gênes seront fidèlement exécutés » sans que la situation en soit modifiée.
A noter que, d'une certaine façon, la Corse et Gênes sont à nouveau réunis à l'occasion des annexions en Italie de l'Empire français. La question de la rétrocession cessera ensuite de se poser une fois que Gênes sera absorbée par le Royaume de Sardaigne, et finalement par l'Italie dans le contexte du Risorgimento.

### Texte du traité
L'original numérisé du traité est accessible en ligne dans la base France Diplomatie du Ministère de l'Europe et des affaires étrangères. Sa transcription provient du Recueil des instructions d'Édouard Driault.

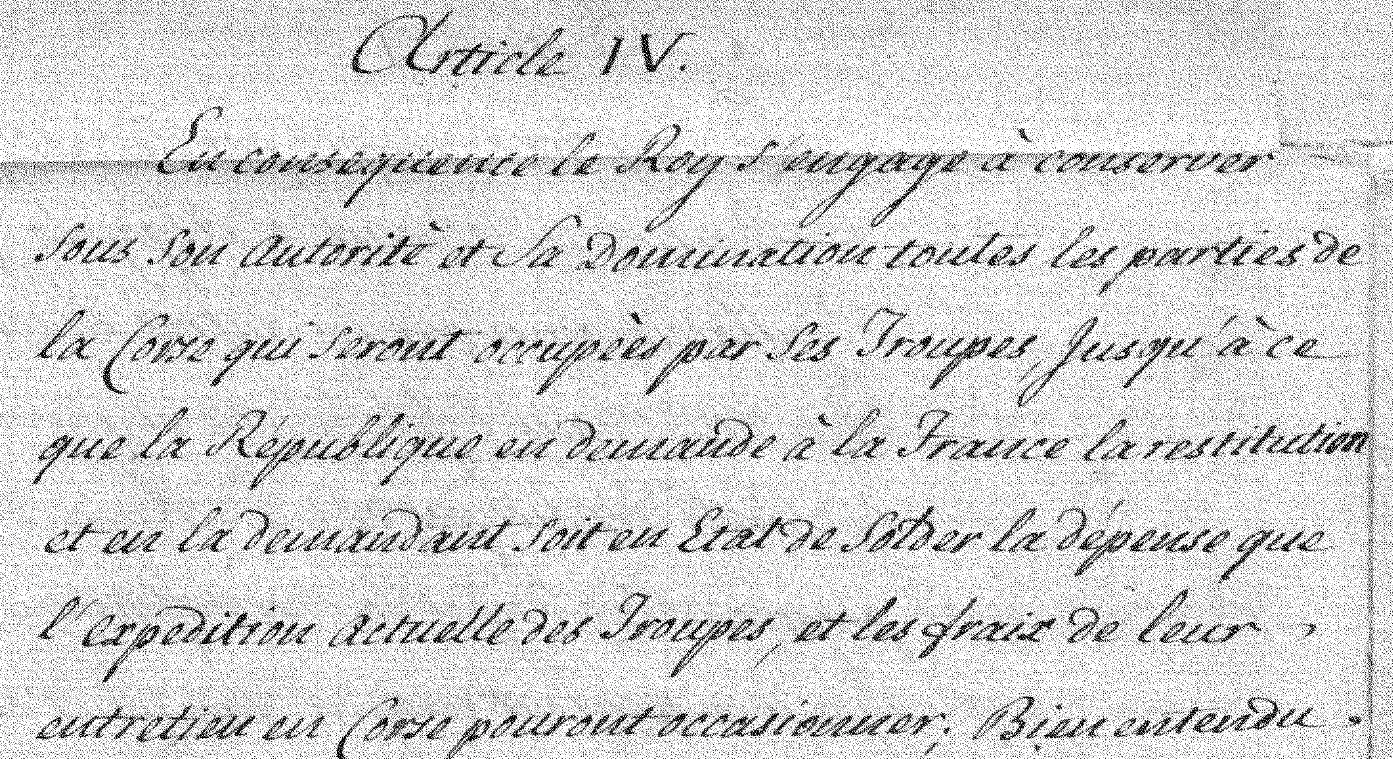
Détail du manuscrit du traité de Versailles (1768), article IV, accessible dans la base de données France Diplomatie.

Conservation de l'isle de Corse à la République de Gênes.
L'intérêt et l'amitié que le Roi a constamment marqués depuis le commencement de son règne à la Sérénissime République de Gênes ont été les motifs qui ont engagé Sa Majesté à conclure avec cette République différentes conventions dans les années 1737, 1752, 1755, 1756 et 1764, pour la maintenir dans la possession paisible de sa souveraineté de l'isle de Corse qu'il importoit si essentiellement à la République de conserver ; mais la Sérénissime République ayant fait connaître au Roi que les moyens qui avoient été employés jusqu'à présent pour parvenir à un objet si salutaire avoient été malheureusement insuffisans, et que si à l'expiration de la convention de 1764 dont le terme est fixé au mois d'aoust prochain, Sa Majesté jugeoit à propos de retirer ses troupes des places de Corse, le trouble, la dissention et leurs effets seroient encore plus sensibles dans cette isle qu'ils ne l'étoient auparavant ; le Roi, touché de la vérité des représentations du Sérénissime gouvernement de Gênes et animé plus que jamais du désir de contribuer aux avantages et à la tranquilité de la République son ancienne alliée, a concerté avec elle un nouveau plan relatif à la Corse par lequel ces deux puissances contractantes se proposent de rétablir avec le tems l'ordre dans cette isle, de manière que la République ne puisse souffrir aucun dommage des troubles qui y ont existé ou qui pourroient y exister dans la suite, et qu'en même tems la nation corse acquière les avantages du rétablissement de la paix dans l'intérieur de son pays.
En conséquence le Roi et la Sérénissime République ont nommé et muni de leurs pleins pouvoirs, savoir Sa Majesté le très illustre et très excellent seigneur Etienne-François de Choiseul duc de Choiseul d'Amboise Pair de France Chevalier des ordres du Roi et de celui de la Toison d'or, colonel général des Suisses et Grisons, lieutenant-général des armées de Sa Majesté, gouverneur et lieutenant-général de la province de Touraine, grand-bailly d'Haguenau, gouverneur et grand-bailly du pays des Vosges et de Mirecour, ministre et secrétaire d'Etat ayant le département des affaires étrangères et de la guerre, grand maître et surintendant général des courriers, postes et relais de France. Et la Sérénissime République le Patrice Augustin-Paul-Dominique Sorba, son ministre plénipotentiaire auprès du Roi, lesquels après s'être duement communiqué leurs pleins-pouvoirs en bonne forme, et dont les copies seront transcrites à la fin de la présente convention, sont convenus des articles dont la teneur s'ensuit.
ARTICLE 1er.
Le Roi fera occuper par ses troupes les places de Bastia, Saint-Florent, l'Agaiola, Calvi, Ajaccio, Bonifacio, ainsi que les autres places, forts, tours ou ports situés dans l'isle de Corse et qui sont nécessaires à la sûreté des troupes de Sa Majesté et au but que se proposent le Roi et la Sérénissime République de Gênes d'ôter tout moyen aux Corses de nuire aux sujets et aux possessions de la République.
ART. 2.
Les places et ports occupés par les troupes du Roi seront possédés par Sa Majesté qui y exercera tous les droits de la souveraineté, et les dites places et ports ainsi que les dits droits lui serviront de nantissement vis-à-vis de la République de la dépense que le Roi sera obligé de faire soit pour occuper soit pour conserver les dites places et ports.
ART. 3.
Le Roi et la Sérénissime République sont convenus que l'exercice de la souveraineté cédé au Roi par l'article précédent sera entier et absolu, mais que cependant comme il ne doit être que le gage des avances que Sa Majesté fera pour l'intérêt de la République, la dite souveraineté dans les mains du Roi n'autorisera pas Sa Majesté à disposer des places et ports de Corse en faveur d'un tiers sans le consentement de la République.
ART. 4.
En conséquence le Roi s'engage à conserver sous son autorité et sa domination toutes les parties de la Corse qui seront occupées par ses troupes jusqu'à ce que la République en demande à la France la restitution et en la demandant soit en état de solder la dépense que l'expédition actuelle des troupes et les frais de leur entretien en Corse pourront occasionner ; bien entendu que quelles que soient les sommes employées en Corse d'après les stipulations du présent traité, il ne pourra jamais y avoir que les places de Corse qui répondront de ces sommes, et qu'au-delà de l'occupation souveraine par la France des dites places et ports, la Sérénissime République dans aucun cas ne contractera et ne pourra contracter vis-à-vis du Roi ni dette ni aucune obligation de dédomagement.
ART. 5.
Si par la succession des tems l'intérieur de l'isle se soumettoit à la domination du Roi, la République consent dès à présent que ledit intérieur reste soumis à Sa Majesté en totalité ou en partie de la même manière et aux mêmes conditions stipulées par les articles précédens par raport aux places et ports de la Corse.
ART. 6.
Le Roi s'engage à remettre entre les mains de la République le plutôt qu'il sera possible et au plus tard en 1771 l'isle de Capraia actuellement possédée par les Corses.
ART. 7.
Le Roi s'engage à faire tout ce qui sera en son pouvoir pour faire cesser, après que les places et ports de Corse seront à sa disposition, les hostilités des Corses contre la République ; mais comme il est impossible de statuer d'avance sur les effets de cet engagement, le Roi promet à la République que dès que ses troupes seront établies en Corse, Sa Majesté traitera suivant toute la rigueur du droit de la guerre tout Corse qui nuira aux sujets de la République soit par terre soit par mer. La République de son côté s'engage à faire cesser les hostilités contre les Corses lorsqu'elle en sera requise par le Roi.
ART. 8.
Il a été convenu entre les deux puissances contractantes que les navires barbaresques ne pourront être admis dans les ports, rades et plages occupés par les troupes du Roi en Corse que dans les cas de détresse et de naufrage, conformément aux loix de l'humanité.
ART. 9.
Les nationaux génois et les individus Corses seront rétablis et réintégrés dans la possession de leurs biens qui auroient été confisqués, occupés ou détenus à quelque titre que ce soit relatif aux troubles passés, autant que cela sera ou pourra être dans la disposition du Roi, Sa Majesté faisant en sorte que cela soit exécuté dans un tems convenable, ainsi que la liberté des individus des deux parties qui l'auroient perdue à l'occasion des mêmes troubles.
ART. 10.
Toutes les concessions particulières, exemptions, franchises ou privilèges dont jouissoient en terre ferme quelques peuples ou habitans de l'isle, seront abolis, et Sa Majesté prendra en considération les dédomagemens qu'elle pourra accorder spécialement aux habitants de Saint-Boniface, de Calvi et de Saint-Florent.
ART. 11.
Sa Majesté s'engage à établir une méthode assurée et régulière pour empêcher la fraude et la contrebande que les bâtimens corses pourroient faire sous le pavillon du Roi dans les ports, golphes, anses et plages des Etats de la Sérénissime République en terre ferme.
ART. 12.
On fera un inventaire de l'artillerie génoise et munitions de guerre qui se trouveront appartenir à la République dans les places de Corse, et le Roy payera la somme à laquelle sera portée l'estimation de ceux des dits effets qu'il conservera, six mois après s'en être mis en possession ; tous les effets d'artillerie et munitions que le Roi ne prendra point seront envoyés à Gênes aux dépens de Sa Majesté; il sera fait aussi un inventaire des protocoles des actes civils et criminels afin qu'il puisse en couster dans la vue de l'article quatre.
ART. 13.
Le Roi s'engage à garantir autentiquement et à perpétuité les Etats que la Sérénissime République posséde en terre ferme, à quelque titre et pour quelque cause que ce fût, qu'ils pussent être attaqués ou troublés, et Sa Majesté se charge de la même garantie pour l'isle de Capraia quand elle sera remise à la République, conformément à l'article six du présent traité.
ART. 14.
La justice et police générale et particulière ainsi que la justice de l'amirauté seront exercées au nom du Roi et par les officiers de Sa Majesté dans les places, ports, terres et pays qui seront occupés par ses troupes en Corse et en nantissement, comme il a été stipulé par l'article deux du présent traité.
ART. 15.
Sa Majesté établira en Corse aussi longtems que les places, ports et terres de l'isle se trouveront sous sa domination, les droits de gabelle et d'aydes et en général tous les droits de ses fermes générales ainsi que les impositions qu'elle jugera convenables, et le produit des dits droits et impositions dont on tiendra un état exact sera précompté sur la somme des dépenses que la République sera obligée de rembourser au Roi quand elle voudra rentrer en jouissance de la souveraineté de la Corse.
ART. 16.
Les ratifications du présent traité expédiées en bonne forme seront échangées dans l'espace d'un mois ou plutôt s'il est possible à compter du jour de la signature du présent traité.
En foi de quoi, Nous ministres du Roi et de la Sérénissime République avons signé en leur nom et en vertu de nos pleins-pouvoirs le présent traité et y avons fait apposer le cachet de nos armes.
Fait à Versailles, le 15 may 1768.
Articles séparés et secrets.
ARTICLE 1er.
Outre ce qui est stipulé par l'article 3 du traité signé aujourd'huy, il est entendu qu'aucune des places de Corse que les troupes de Sa Majesté doivent occuper conformément à l'article premier dudit traité ne pourra jamais en aucun tems ni dans aucune circonstance être remise ou abandonnée aux Corses ni à aucun tiers.
ART. 2.
Le Roi pour dédomager la Sérénissime République de Gènes de la perte qu'elle a faites de quelques arrérages de subsides qui lui étoient dus en vertu des conventions antérieures à celle de 1764, et pour lui donner une marque de son amitié sincère, fera payer à la dite République une somme de deux cent mille livres tournois par an pendant le cours de dix années, sauf à convenir après ce terme d'une continuation de subsides si la République se trouve dans des circonstances qui la mettent dans le cas de demander un pareil secours à Sa Majesté.
Les présens articles séparés et secrets auront la même force que s'ils étoient insérés dans le traité signé aujourd'huy.
En foi de quoi nous ministres plénipotentiaires avons signé les présens articles séparés et y avons fait apposer le cachet de nos armes.

(Signé : Comte de Choiseul. A. P. Dom. Sorba).